# Гродзічно (Вармінсько-Мазурське воєводство)
Гродзічно (пол. Grodziczno, нім. Grodden) — село в Польщі, у гміні Гродзічно Новомейського повіту Вармінсько-Мазурського воєводства.
Населення — 367 осіб (2011).
У 1975-1998 роках село належало до Торунського воєводства.

## Демографія
Демографічна структура станом на 31 березня 2011 року:
|          | Загалом | Допрацездатний вік | Працездатний вік | Постпрацездатний вік |
| -------- | ------- | ------------------ | ---------------- | -------------------- |
| Чоловіки | 194     | 45                 | 135              | 14                   |
| Жінки    | 173     | 37                 | 104              | 32                   |
| Разом    | 367     | 82                 | 239              | 46                   |